# Fernando Alonso
Fernando Alonso Díaz (Oviedo, 29 juli 1981) is een Spaans autocoureur, die sinds 2001 actief is in de Formule 1. Van 2018 tot 2019 was hij actief in het FIA World Endurance Championship (WEC) voor Toyota. Hij werd in 2005 en 2006 wereldkampioen in de Formule 1 voor Renault. Alonso werd op 25 september 2005 als 24-jarige op dat moment de jongste wereldkampioen Formule 1 ooit. In 2018 wist hij bij zijn debuut de 24 uur van Le Mans te winnen, naast teamgenoten Sébastien Buemi en Kazuki Nakajima. In 2019 won het trio deze race opnieuw; tevens werden zij in het seizoen 2018-19 kampioen in de LMP1-klasse van het WEC.

## Vroege carrière
Alonso zorgde voor verbazing door de snelheid waarmee hij zijn weg naar de hoogste tak van de autosport wist te vinden. Tot in 1998 is hij actief in de karting, waar hij heel wat successen boekt. In 1999 maakt hij de overstap naar de eenzitters en wordt met zes overwinningen kampioen van Spanje in de Euro Open MoviStar by Nissan.

## Formule 3000
Het jaar daarop – in 2000 – rijdt hij al meteen mee in het internationale Formule 3000 kampioenschap voor het team van Astromega. Na een tweede plaats op de Hungaroring wint hij twee weken later de wedstrijd op het Circuit de Spa-Francorchamps. Hij beëindigt het seizoen met een vierde plaats in de eindstand.

## Formule 1

### Minardi (2001)

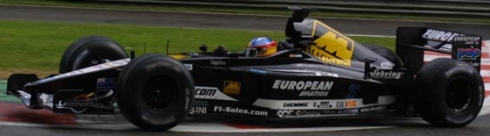
Alonso in de Minardi Ps01

Voor het daaropvolgende seizoen krijgt hij een Formule 1 contract bij het team van Minardi. Hij maakt zijn debuut in de Grand Prix van Australië op 4 maart 2001. Hij is dan 19 jaar oud en de op twee na jongste F1-coureur uit de geschiedenis. Alhoewel hij in de Minardi, een van de minst competitieve wagens van het deelnemersveld, geen enkel puntje kan scoren, presteert hij tijdens de kwalificatieritten regelmatig beter dan coureurs van hoger aangeschreven teams.

### Renault (2002 – 2006)
Door zijn prestaties bij het team van Minardi wordt hij in 2002 testcoureur bij Renault. In 2003 promoveert hij hier van testcoureur tot volwaardig coureur ten koste van Jenson Button.
Op 22 maart 2003 rijdt hij tijdens de kwalificatieritten voor de Grote Prijs van Maleisië de snelste tijd. Hij is meteen de jongste coureur uit de Formule 1-geschiedenis die de poleposition behaalt. De wedstrijd zelf beëindigt hij op een derde plaats, meteen zijn eerste podium. Enkele weken later rijdt hij voor eigen publiek in de Grote Prijs van Spanje naar een tweede plaats achter Michael Schumacher. In augustus wint hij de Grote Prijs van Hongarije. Hij is dan de jongste coureur ooit die een Grote Prijs Formule 1 wint. Hij beëindigt het seizoen op een zesde plaats met 55 punten. In totaal staat hij viermaal op het podium.
In 2004 slaagt hij er niet in om een Grote Prijs te winnen. Hij staat wel vier keer op het podium, bijna telkens achter de ongenaakbare Ferrari's van Michael Schumacher en Rubens Barrichello. In twaalf van de achttien Grote Prijzen scoort hij punten, een regelmaat die hem uiteindelijk 59 punten oplevert, goed voor een vierde plaats in de eindstand van het wereldkampioenschap.

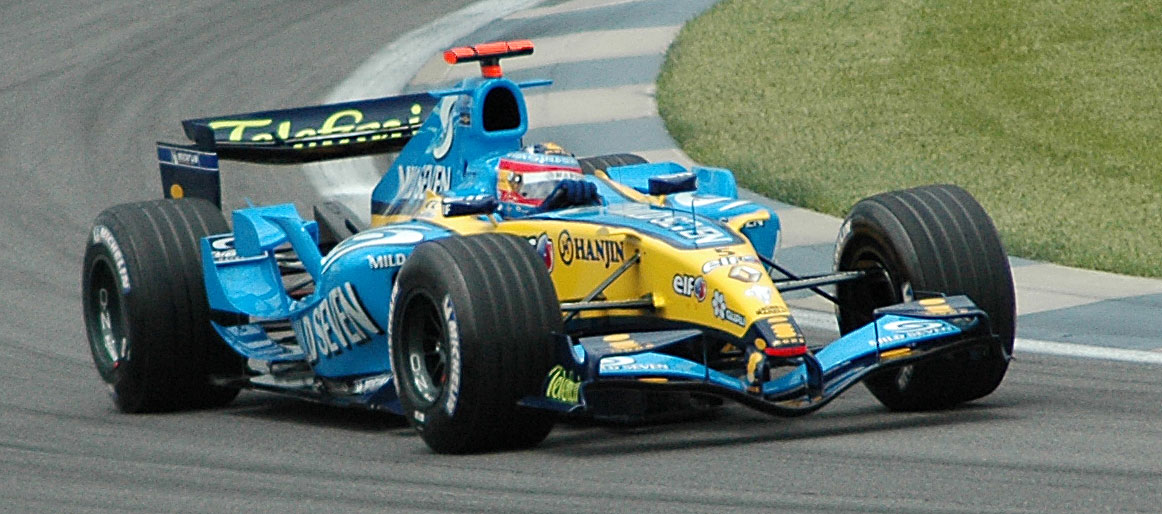
Alonso werd in 2005 met Renault wereldkampioen

Het seizoen 2005 begint goed voor Alonso. Hij wordt derde in Australië en wint de drie daarop volgende Grand Prix van Maleisië, Grand Prix van Bahrein en Grand Prix van San Marino. Vooral in deze laatste weet hij te imponeren door in de slotronden een sterk opzettende Michael Schumacher achter zich te houden. Zijn thuis Grand Prix weet hij alweer niet te winnen en in Monaco eindigt hij "slechts" vierde. Tijdens de Grand Prix van Europa op de Nürburgring slaagt hij er echter in om, na een sterke remonte in de laatste ronden, de overwinning te behalen nadat leider Kimi Räikkönen in de slotronde op een spectaculaire manier van de baan ging. Tijdens de daaropvolgende Grand Prix van Canada maakt hij een van zijn zeldzame stuurfouten. Hij raakt de muur en moet opgeven. Zijn grote rivaal in de strijd om het wereldkampioenschap, Räikkönen, wint daarenboven de wedstrijd. Toch behoudt hij in de stand om het wereldkampioenschap nog 22 punten voorsprong op Räikkönen. Op 25 september 2005 wordt hij derde in de Grand Prix van Brazilië, voldoende om in het WK een onoverbrugbare kloof te slaan met Räikkönen. Zo wordt hij op de leeftijd van 24 jaar en 58 dagen de jongste wereldkampioen in de geschiedenis van de Formule 1, een record dat tot daarvoor op naam stond van Emerson Fittipaldi.
Zijn successen hebben in Spanje - een land zonder Formule 1-traditie - geleid tot een echte "Alonsomania". Vooral in Asturië, de regio waaruit hij afkomstig is, heeft Alonso ondertussen de status van een echte held verkregen. Heel toevallig komen het lichtblauw en geel in de vlag van Asturië overeen met het lichtblauw en geel van het Renault-team. Mede daarom waren de tribunes tijdens de Grand Prix van Spanje 2005 veranderd in lichtblauwe zeeën van toeschouwers.
Op zondag 22 oktober 2006 kroont Fernando Alonso zich voor de tweede maal in zijn carrière tot wereldkampioen. Tot twee races voor het einde van het seizoen stond Alonso nog gelijk in punten met Michael Schumacher, 116 punten in het voordeel van Schumacher. Alonso pakte belangrijke punten in de een-na-laatste race, waarin de betrouwbare Ferrari Schumacher in de steek liet (motorproblemen). In de slotrace van Brazilië eindigt Alonso op de tweede plaats, voldoende voor de titel. Zijn enige concurrent, de Duitser Schumacher moest om hem de titel alsnog te kunnen ontfutselen de race winnen en Alonso mocht niet bij de eerste acht eindigen. Alonso eindigde voor Schumacher, die zijn laatste Formule 1 Grand Prix in stijl afsloot, door vanaf de laatste plaats tot de vierde plaats door te dringen na een lekke band. Toch werd Alonso kampioen.
Later zou hij naar McLaren verkassen, maar na onenigheid kwam hij na een jaar al terug om in 2008 naast Nelson Piquet Jr te gaan racen voor Renault.

### McLaren (2007)

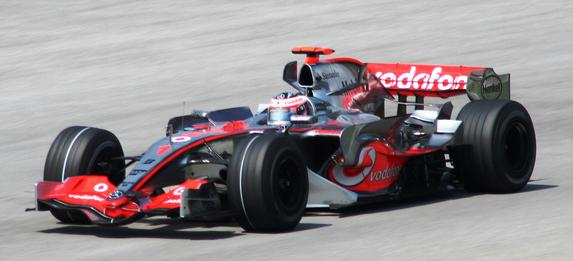
Alonso actief voor McLaren in 2007

Al in december 2005 maakte Fernando bekend om in 2007 over te stappen naar McLaren. Een schok voor de Formule 1, dat de kersverse wereldkampioen naar de grootste concurrent van Renault in 2005 zag vertrekken. Eerst waren er geruchten dat Kimi Räikkönen en hij in hetzelfde team zouden zitten, maar in september 2006 kwam het bericht dat Räikkönen naar Ferrari zou gaan om daar Michael Schumacher te vervangen, die aan het einde van het seizoen 2006 stopte als rijder. Nieuwe teamgenoot van Alonso bij Mclaren Mercedes werd Lewis Hamilton die in 2006 de GP2 gewonnen had.
Op 8 april 2007 behaalde Fernando Alonso in de tweede Grand Prix van het seizoen 2007 in Maleisië zijn eerste overwinning in dienst van het team McLaren. Hij reed van start tot finish aan de leiding. Zijn teamgenoot Lewis Hamilton werd tweede. Hiermee behaalde Team McLaren haar eerste een-tweetje in 2007. Ook was dit de eerste overwinning in zeventien races, een laagterecord voor het team. Op 27 mei 2007 behalen Alonso en Hamilton wederom een een-tweetje tijdens de Grand Prix van Monaco.
In de door regenval chaotisch verlopen Grand Prix van Europa op de Nürburgring wint Fernando zijn achttiende Grand Prix. Door een inhaalmanoeuvre op leider Felipe Massa, waarbij beiden elkaar raken, weet Alonso de winst vijf ronden voor het einde van de race naar zich toe te trekken. Net voor het aanvangen van de podiumplechtigheden leidt dit nog tot een verhitte discussie met Massa. Tijdens de persconferentie verontschuldigt Alonso zich tegenover Massa en lijkt hiermee de kous af.
Twee weken later rijdt hij bij de kwalificatieritten voor de Grand Prix van Hongarije aanvankelijk de snelste tijd. Omdat hij echter tegen het einde van de kwalificatiesessie om onduidelijke reden onnodig lang in de pits bleef staan waardoor ploegmaat Hamilton te laat kon vertrekken om nog een snelle ronde te kunnen rijden, werd hij door de FIA vijf plaatsen achteruit gezet op de startgrid. Hij beëindigde de wedstrijd ten slotte als vierde. In de stand om het wereldkampioenschap loopt zijn achterstand op ploegmaat Hamilton opnieuw op tot zeven punten.
Bij de daarop volgende Grand Prix van Turkije lijkt hij na een anonieme race op weg naar de vierde plaats. Als zijn teamgenoot Hamilton op zestien ronden van het einde met een lekke band de pits moet opzoeken, belandt Alonso alsnog op het podium en verkleint hij zijn achterstand op Hamilton tot vijf punten.
Tijdens de Grand Prix van Italië plaatst Alonso zich voor de tweede maal dit seizoen op poleposition. Hij rijdt een foutloze race en wint voor de eerste maal in zijn carrière de Grand Prix van Italië. Zijn ploegmaat Hamilton eindigt als tweede en heeft in de stand voor het wereldkampioenschap nog drie punten voorsprong op Alonso met nog vier races voor de boeg.
Een week later wordt hij derde in de Grand Prix van België achter de twee Ferrari’s en verkleint hij in de WK-stand zijn achterstand op Hamilton tot twee punten.
Op 30 september bij de Grand Prix van Japan krijgen zijn wereldtitelaspiraties tijdens een regenrace een fikse dreun. Op 26 ronden van het einde crasht hij zijn McLaren in de muur en moet de strijd staken. Meteen komt er ook een einde aan een reeks van 17 opeenvolgende races in de punten. Maar belangrijker is dat Hamilton de race wint en met nog 20 punten te verdienen een voorsprong van twaalf punten heeft op Alonso.
Dan komt de GP van China. Ook deze wordt in de regen verreden, maar in mindere mate dan die van de GP van Japan. Hamilton lijkt rustig op de overwinning, en dus het Wereldkampioenschap, af te rijden. Dan wordt opeens duidelijk dat Hamilton grote problemen met zijn banden krijgt, wat ervoor zorgt dat Kimi Räikkönen, rijdend voor Ferrari en ook titelkandidaat, de 1e plek overneemt. Uiteindelijk moet Hamilton de pits in omdat hij te veel terrein verliest op de concurrentie. Maar bij het inrijden van de pitsstraat gaat het mis voor Hamilton: hij remt niet genoeg af voor de bocht voor de pits-ingang. Hierdoor schiet Hamilton van de baan, in het grind. Minder dan twee meter van het asfalt strand Hamilton in de grindbak, en verdwijnt ook de Wereldtitel voor dat moment. Räikkönen wint de race, voor Alonso en Massa. Het team van McLaren-Mercedes zou later verklaren dat het de fout van het team was. Hierdoor zal het kampioenschap in de laatste race van het seizoen 2007 worden beslist, op het circuit van Interlagos (of Jose Carlos Pace) in São Paulo, Brazilië. De stand voor Brazilië: Hamilton 107, Alonso 103, Räikkönen 100.
Bij de Grand Prix van Brazilië pakt Alonso uiteindelijk de derde plek, achter Räikkönen en Massa. Räikkönen wordt daardoor wereldkampioen met 110 punten, Alonso eindigt op de derde plaats met 109 punten, achter Hamilton met 109 punten. Op basis van tweede plaatsen wordt Hamilton tweede in het kampioenschap.
Op 2 november 2007 maken McLaren en Alonso bekend dat ze per direct uit elkaar gaan, ondanks het nog voor twee jaar doorlopende contract: als reden werd de 'niet ideale samenwerking' gegeven. Een dag later bood Flavio Briatore hem opnieuw een meerjarig contract bij Renault F1 aan.

### Terugkeer bij Renault (2008 – 2009)

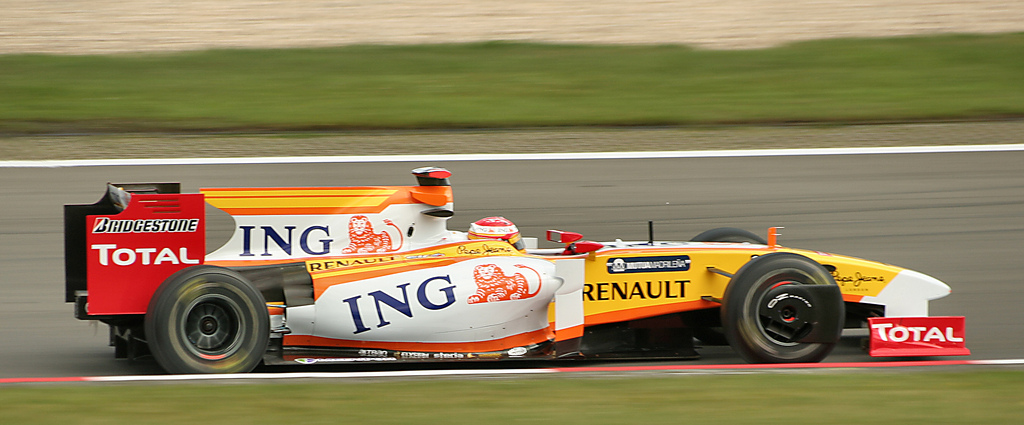
Alonso voor Renault in 2009

Op 10 december 2007 werd door Fernando Alonso op zijn website bevestigd dat hij naar Renault terugkeerde. Hij vormt hier samen met Nelson Piquet jr. het rijdersduo van seizoen 2008.
Alonso zou volgens geruchten een clausule in zijn contract hebben, waardoor hij bij tegenvallende prestaties Renault zou kunnen verlaten aan het eind van het seizoen. Hij ontkent echter het bestaan van zo'n clausule en liet in Bahrein weten met zijn team aan een mooie toekomst te willen bouwen.
In de paddock tijdens de Grand Prix van Monaco (weekend van 23 tot 25 mei) wordt gesuggereerd dat hij een contract voor 2010 bij Ferrari heeft getekend maar dit wordt echter door geen van beide partijen bevestigd.
Tijdens de GP van Monza wordt Räikkönen bevestigd als rijder van Ferrari tot 2010. Hiermee worden de roddels die er waren dat Fernando voor Ferrari zou gaan rijden niet bewaarheid. Wel hebben Honda en BMW te kennen gegeven dat ze interesse hebben in Alonso. Ook Renault zou Alonso graag nog een jaar behouden.
Alonso won vervolgens vanuit het niets de eerste nachtrace uit de historie van de Formule 1: de Grand Prix van Singapore in 2008. Hier is echter in 2009 een onderzoek naar geweest. Uit het onderzoek blijkt dat er sprake is geweest van manipulatie. Het incident wordt bekend onder de naam Crashgate. Piquet is in opdracht van Pat Symonds en Flavio Briatore gecrasht in ronde 13/14 waardoor Alonso de wedstrijd kon winnen. Op 21 september 2009 deed de FIA uitspraak in de zaak: Piquet en Alonso gingen vrijuit, Renault ontving een voorwaardelijke schorsing van twee seizoenen, met een proeftijd van vijf jaar. Die proeftijd houdt in dat als Renault vóór 2012 een vergelijkbare overtreding maakt, het team voor altijd uit de Formule 1 zal worden gezet. Verder kreeg Flavio Briatore een levenslang werkverbod in de Formule 1, terwijl Pat Symonds gedurende vijf jaar geen activiteiten mocht hebben in de sport.
Alonso wint later in 2008 opnieuw, in Japan. Zijn team maakt een aantal weken na de race in Japan bekend dat het rijdersduo voor 2009 niet zal veranderen.

### Ferrari (2010 – 2014)

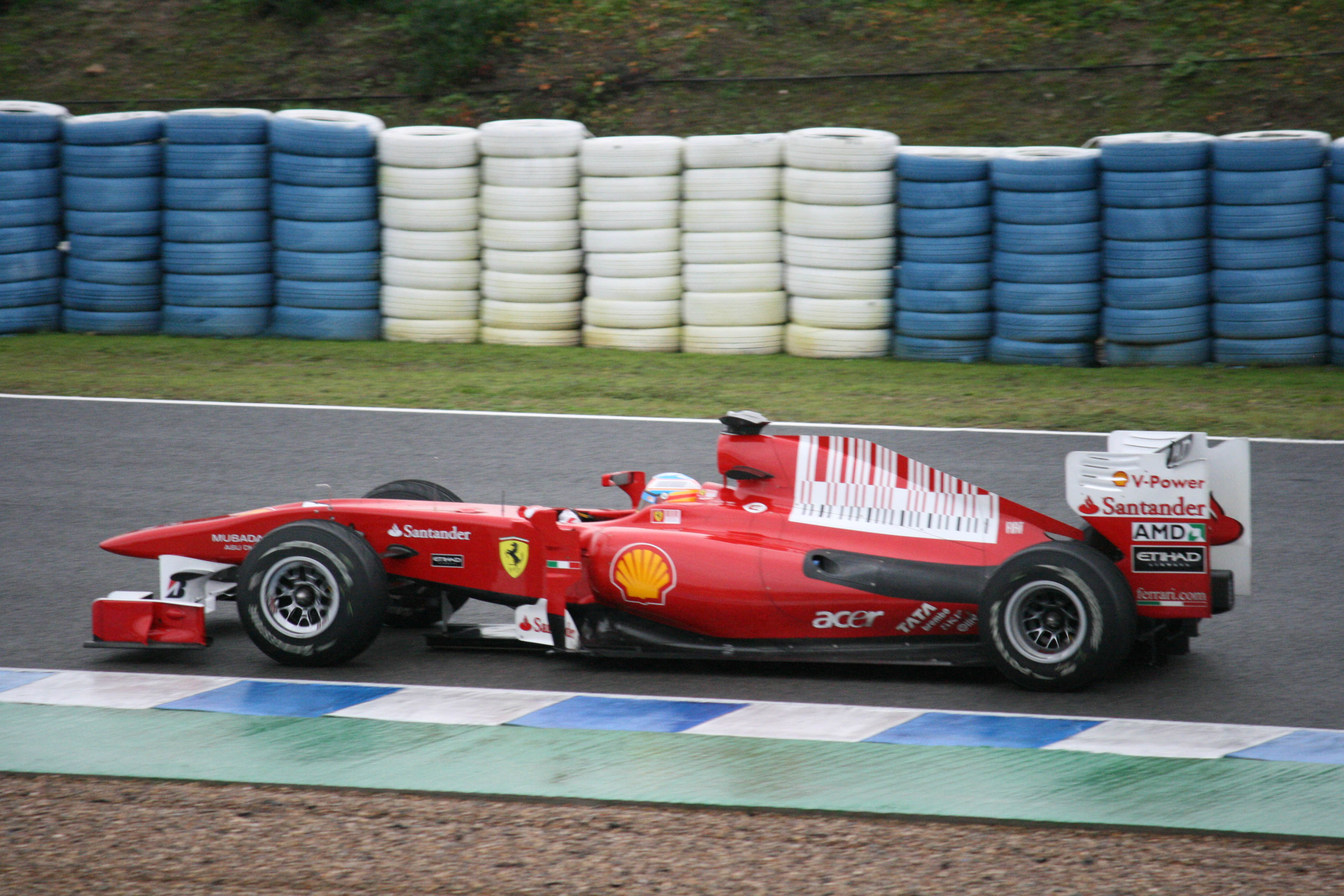
Alonso tijdens testdagen in Jerez in februari 2010

In september 2009 staken de geruchten over een overstap van Alonso naar Ferrari in 2010 weer de kop op. Kimi Räikkönen zou zijn contract dan niet afmaken. Dit gerucht werd bevestigd op 30 september, toen Ferrari naar buiten bracht dat Alonso een driejarig contract heeft getekend bij de Italiaanse renstal, met een optie voor twee extra jaren.
Op zondag 14 maart 2010 weet Fernando Alonso de openingsrace van het Formule 1-seizoen in Bahrein op zijn naam te schrijven. Vanaf de derde startplek pakt Alonso de overwinning, bij de start was hij teamgenoot Massa (die tweede wordt) al voorbijgegaan en tijdens de wedstrijd gaat hij de van pole gestarte Vettel voorbij die met technische problemen kampt. Helaas voor Fernando Alonso presteert Sebastian Vettel in de laatste wedstrijd zo goed dat hij aan het einde van de kampioenschap Alonso voorbij gaat en kampioen wordt.
Op zondag 10 juli 2011 weet Fernando Alonso de enige zege voor Ferrari op het circuit van Silverstone, binnen te halen. Het seizoen is niet wat Alonso er van verwacht heeft. Hij eindigt het seizoen 2011 op plaats vier met 135 punten achterstand van de wereldkampioen Sebastian Vettel.
Het seizoen 2012 verliep beter dan het jaar daarvoor. Alonso was opnieuw de beste rijder van Ferrari en behaalde dat jaar drie overwinningen. Hij was lange tijd leider in het kampioenschap en leek op weg naar een derde wereldtitel maar deze ging wederom naar Vettel. De laatste race bepaalde alles, Vettel eindigde in die wedstrijd als zesde. Alonso, die tweede werd in de race, kwam hierdoor 3 punten te kort voor de wereldtitel en werd dus opnieuw vice-wereldkampioen.
2013 stond in het teken van de dominantie van Sebastian Vettel en Red Bull. Alonso behaalde twee overwinningen. Vettel kroont zichzelf voor de vierde keer op rij tot wereldkampioen terwijl Alonso voor een derde keer, na 2010 en 2012, vice-wereldkampioen werd.
In 2014 kreeg Alonso de voormalig wereldkampioen Kimi Räikkönen als teamgenoot. Raikkonen werd binnengehaald als vervanger van de naar Williams vertrokken Felipe Massa. Het werd een moeilijk seizoen voor Ferrari, waarin het geen enkele race wist te winnen en Alonso slechts twee keer op het podium eindigde. Aan het eind van het jaar werd bevestigd dat Alonso na vijf jaar het team zou verlaten.

### Terugkeer bij McLaren (2015 – 2018)
Op 11 december 2014 werd bekend dat Alonso in 2015 terugkeerde bij McLaren, met Jenson Button als teamgenoot. McLaren keerde terug naar motorleverancier Honda, met wie het aan het eind van de jaren '80 en het begin van de jaren '90 grote successen boekte. Vanwege een crash tijdens de testsessies voorafgaand aan het seizoen moest Alonso echter de seizoensopener in Australië laten schieten en werd hij vervangen door Kevin Magnussen. Vanaf de tweede race in Maleisië keerde hij terug. De combinatie McLaren-Honda bleek dit seizoen niet sterk genoeg: zowel Alonso als Button moesten vaak uitvallen vanwege motorproblemen en de auto was niet snel genoeg om regelmatig in de top 10 te eindigen. Alonso eindigde op de zeventiende plaats in het kampioenschap, met een vijfde plaats tijdens de Grand Prix van Hongarije als uitschieter.
In 2016 was de McLaren ietwat verbeterd, maar kwam het team nog snelheid tekort om mee te doen met de absolute top. Desondanks wist Alonso regelmatig top 10-klasseringen te scoren, met twee vijfde plaatsen in Monaco en de Verenigde Staten als hoogtepunten. Hiertegenover stond dat hij in de seizoensopener in Australië een zware crash meemaakte, waarbij hij achter op de Haas van Esteban Gutiérrez reed en over de kop sloeg. Voor de tweede race in Bahrein werd hij vervangen door Stoffel Vandoorne, maar in de derde race in China keerde hij terug. In een zwakke auto eindigde Alonso het seizoen op de tiende plaats in het kampioenschap.
In 2017 kreeg Alonso in Vandoorne een nieuwe teamgenoot, nadat Button bekendmaakte om een sabbatical te nemen. Dit seizoen was de Honda-motor weer minder betrouwbaar en Alonso viel in de eerste helft van het seizoen zeven keer uit. In de Grand Prix van Hongarije eindigde hij wel als zesde en zette in de voorlaatste ronde de snelste raceronde neer. Na de zomerstop kreeg de McLaren minder vaak problemen en Alonso behaalde in de laatste drie races van het seizoen drie keer punten, wat hem nog niet eerder was gelukt in de drie voorgaande jaren bij McLaren. Hij scoorde zeventien punten en werd hiermee vijftiende in het kampioenschap.
In 2018 blijft Alonso bij McLaren rijden, ondanks geruchten dat hij bij het team zou vertrekken. Nadat er werd overgestapt naar Renault-motoren, maakte hij de beslissing om te blijven. De prestaties leken te verbeteren, zo werd Alonso in de eerste Grand Prix in Australië meteen vijfde en behaalde hij in het begin van het jaar meerdere top 10-resultaten, maar naarmate het seizoen vorderde, zakte McLaren steeds verder weg. Op 14 augustus 2018 maakte Alonso uiteindelijk bekend dat hij in 2019 niet voor het team in de Formule 1 uit zou komen.

### Alpine (2021 – 2022)
Op 8 juli 2020 werd bekendgemaakt dat Alonso in 2021 een rentree zal maken in de Formule 1 bij het team van Renault. Het team gaat vanaf 2021 verder als Alpine F1 Team.

### Aston-Martin (2023 – )
Op 1 augustus 2022 werd bekend dat Alonso vanaf het seizoen 2023 zal rijden voor Aston-Martin waar hij de opgestapte Sebastian Vettel zal vervangen. Alonso heeft een meerjarig contract getekend bij de renstal.
Bij zijn eerste race voor Aston Martin, de openingsrace in Bahrein op 5 maart 2023, behaalde Alonso meteen een podiumplaats: hij werd derde achter Sergio Pérez en racewinnaar Max Verstappen.
Ook de tweede race van het seizoen, de Grand Prix van Saoedi-Arabië op 19 maart 2023, behaalde Alonso een derde plaats. Hij wist zich voor deze race als derde te kwalificeren, maar mocht de race door een gridstraf voor Charles Leclerc starten vanaf plaats twee. Na een sterke start pakte hij meteen de leiding van de race, maar door de betere pace van de Red Bulls finishte hij de race uiteindelijk als derde. De derde plaats was Alonso zijn hondertste podiumfinish uit zijn carrière.
Op 11 april 2024 werd bekend dat Alonso zijn contract met Aston Martin verlengd had tot en met 2026.

## Indianapolis 500
Alonso miste in 2017 de Grand Prix van Monaco en nam in plaats hiervan deel aan de Indianapolis 500 voor het team Andretti Autosport. Het is de ambitie van Alonso om de Triple Crown te veroveren; het winnen van de Grand Prix Formule 1 van Monaco, de Indianapolis 500 en de 24 uur van Le Mans. In de geschiedenis is dat slechts één coureur gelukt, Graham Hill. Alonso kwalificeerde zich als vijfde voor de race als de beste rookie. Tijdens de race lag hij 27 van de 200 ronden aan de leiding, maar na 179 ronden begaf zijn Honda-motor het en moest hij opgeven. Door zijn sterke prestatie werd hij wel uitgeroepen tot de Indianapolis 500 Rookie of the Year.

## Langeafstandsracen
In 2018 nam Alonso deel aan de 24 uur van Daytona, waarin hij bij het team United Autosports een auto deelde met Lando Norris en Philip Hanson. In de kwalificatie zette Alonso zelf de beste tijd neer, waardoor het team als dertiende mocht starten. Tijdens de race kregen zij echter tweemaal problemen met de remmen, waardoor zij lange tijd in de pits moesten blijven. Het team werd uiteindelijk 38e in de race en 13e in de P-klasse met 90 ronden achterstand op de winnaars.
Enkele dagen na de 24 uur van Daytona werd bekend dat Alonso in het seizoen 2018-2019, naast zijn verplichtingen in de Formule 1, deelneemt aan het FIA World Endurance Championship, waarin hij bij het fabrieksteam van Toyota een auto deelt met Sébastien Buemi en Kazuki Nakajima. Hij zal alle races in het kampioenschap rijden. Eerst zou dit zijn met uitzondering van de race op de Fuji Speedway, die samenvalt met de Grand Prix van de Verenigde Staten, maar voor marketing redenen is de kalender van het WEC veranderd zodat Alonso ook die race zou kunnen rijden. Ook maakt hij hierdoor zijn debuut in de 24 uur van Le Mans. Op 5 mei 2018 wonnen Alonso, Buemi en Nakajima de race in Spa-Francorchamps in de Toyota met startnummer 8. Op 17 juni 2018 behaalde het drietal tevens hun eerste zege in de 24 uur van Le Mans. Bij de eerstvolgende race na de 24 uur van Le Mans, de 6 uur van Silverstone, wonnen Alonso, Buemi en Nakajima wederom. Het was hun derde zege op rij in het kampioenschap. Echter werd na de race duidelijk dat de auto van Toyota niet door de technische keuring kwam. Diskwalificatie volgde en zege van het drietal kwam te vervallen. In de races in Fuji en Shanghai finishte het trio als tweede achter de andere Toyota van Mike Conway, Kamui Kobayashi en José María López. De daaropvolgende races in Sebring en Spa-Francorchamps werden gewonnen door Alonso, Buemi en Nakajima. In de seizoensafsluiter, opnieuw in Le Mans, won het trio opnieuw en werden zij uitgeroepen tot kampioen in de LMP1-klasse van het FIA World Endurance Championship.
In 2019 nam Alonso opnieuw deel aan de 24 uur van Daytona, ditmaal bij het team Wayne Taylor Racing in auto #10 met Jordan Taylor, Kamui Kobayashi en Renger van der Zande als teamgenoten. Gedurende de race was de auto bijna altijd vooraan te vinden. Vanwege langdurige regenval werd de race echter vroegtijdig gestopt en auto #10 werd uitgeroepen tot de winnaar.

## Formule 1-carrière

### Teams
| Jaar/Jaren   | Team         |
| ------------ | ------------ |
| 2001         | Minardi      |
| 2003 – 2006  | Renault      |
| 2007         | McLaren      |
| 2008 – 2009  | Renault      |
| 2010 – 2014  | Ferrari      |
| 2015 – 2018  | McLaren      |
| 2021 – 2022  | Alpine       |
| 2023 – heden | Aston Martin |

### Statistiek
Onderstaande tabel is bijgewerkt tot en met de Grand Prix van Hongarije 2025.
|                           | 2001 | 2003 | 2004 | 2005 | 2006 | 2007 | 2008 | 2009 | 2010 | 2011 | 2012 | 2013 | 2014 | 2015 | 2016 | 2017 | 2018 | 2021 | 2022 | 2023 | 2024 | 2025 * | Totaal           |
| ------------------------- | ---- | ---- | ---- | ---- | ---- | ---- | ---- | ---- | ---- | ---- | ---- | ---- | ---- | ---- | ---- | ---- | ---- | ---- | ---- | ---- | ---- | ------ | ---------------- |
| Aantal ingeschreven races | 17   | 16   | 18   | 19   | 18   | 17   | 18   | 17   | 19   | 19   | 20   | 19   | 19   | 18   | 20   | 19   | 21   | 22   | 22   | 22   | 24   | 13 *   | 417 (414 starts) |
| Aantal zeges              | 0    | 1    | 0    | 7    | 7    | 4    | 2    | 0    | 5    | 1    | 3    | 2    | 0    | 0    | 0    | 0    | 0    | 0    | 0    | 0    | 0    | 0 *    | 32               |
| Aantal pole-positions     | 0    | 2    | 1    | 6    | 6    | 2    | 0    | 1    | 2    | 0    | 2    | 0    | 0    | 0    | 0    | 0    | 0    | 0    | 0    | 0    | 0    | 0 *    | 22               |
| Aantal snelste rondes     | 0    | 1    | 0    | 2    | 5    | 3    | 0    | 2    | 5    | 1    | 0    | 2    | 0    | 0    | 1    | 1    | 0    | 0    | 0    | 1    | 2    | 0 *    | 26               |
| Aantal podiumplaatsen     | 0    | 4    | 4    | 15   | 14   | 12   | 3    | 1    | 10   | 10   | 13   | 9    | 2    | 0    | 0    | 0    | 0    | 1    | 0    | 8    | 0    | 0 *    | 106              |
| Aantal WK-punten          | 0    | 55   | 59   | 133  | 134  | 109  | 61   | 26   | 252  | 257  | 278  | 242  | 161  | 11   | 54   | 17   | 50   | 81   | 81   | 206  | 70   | 16 *   | 2353             |
| Eindstand WK              | 23   | 6    | 4    | 1    | 1    | 3    | 5    | 9    | 2    | 4    | 2    | 2    | 6    | 17   | 10   | 15   | 11   | 10   | 9    | 4    | 9    | 15 *   |                  |

* Seizoen loopt nog.

### Formule 1-resultaten
| Kleur  | Resultaat                       |
| ------ | ------------------------------- |
| Goud   | Winnaar                         |
| Zilver | Tweede plaats                   |
| Brons  | Derde plaats                    |
| Groen  | Gefinisht (punten behaald)      |
| Blauw  | Gefinisht (geen punten behaald) |
| Blauw  | Niet geklasseerd (NC)           |
| Paars  | Uitgevallen (DNF)               |
| Rood   | Niet gekwalificeerd (DNQ)       |

| Kleur   | Resultaat                              |
| ------- | -------------------------------------- |
| Zwart   | Gediskwalificeerd (DSQ)                |
| Wit     | Niet gestart (DNS)                     |
| Blanco  | Gewond (INJ)                           |
| Blanco  | Uitgesloten (EX)                       |
| Blanco  | Teruggetrokken (WD) / Niet deelgenomen |
| 1, 2, 3 | Sprint positie (punten behaald)        |
| P       | Poleposition                           |
| S       | Snelste ronde                          |

#### 2001 – 2009
| Jaar | Inschrijving | Chassis        | Motor                   | 1      | 2      | 3       | 4       | 5       | 6       | 7       | 8       | 9       | 10       | 11      | 12      | 13      | 14      | 15      | 16      | 17     | 18    | 19     | Pos.  | Punten |
| ---- | ------------ | -------------- | ----------------------- | ------ | ------ | ------- | ------- | ------- | ------- | ------- | ------- | ------- | -------- | ------- | ------- | ------- | ------- | ------- | ------- | ------ | ----- | ------ | ----- | ------ |
| 2001 | Minardi      | Minardi PS01   | Cosworth 3.0 V10        | AUS 12 | MAL 13 | BRA DNF | SMR DNF | SPA 13  | OOS DNF | MON DNF | CAN DNF | EUR 14  | FRA DNF  | GBR 16  | DUI 10  | HON DNF | BEL DNS | ITA 13  | VST DNF | JPN 11 |       |        | 23    | 0      |
| 2003 | Renault      | Renault R23    | Renault RS23 3.0 V10    | AUS 7  | MAL 3P | BRA 3   | SMR 6   | SPA 2   | OOS DNF | MON 5   | CAN 5S  | EUR 4   | FRA DNF  | GBR DNF | DUI 4   | HON 1P  | ITA 8   | VST DNF | JPN DNF |        |       |        | 6     | 55     |
| 2004 | Renault      | Renault R24    | Renault RS24 3.0 V10    | AUS 3  | MAL 7  | BHR 6   | SMR 4   | SPA 4   | MON DNF | EUR 5   | CAN DNF | VST DNF | FRA 2P   | GBR 10  | DUI 3   | HON 3   | BEL DNF | ITA DNF | CHN 4   | JPN 5  | BRA 4 |        | 4     | 59     |
| 2005 | Renault      | Renault R25    | Renault RS25 3.0 V10    | AUS 3S | MAL 1P | BHR 1P  | SMR 1   | SPA 2   | MON 4   | EUR 1S  | CAN DNF | VST DNS | FRA 1P   | GBR 2P  | DUI 1   | HON 11  | TUR 2   | BEL 2   | ITA 2   | BRA 3P | JPN 3 | CHN 1P | Goud  | 133    |
| 2006 | Renault      | Renault R26    | Renault RS26 2.4 V8     | BHR 1  | MAL 2S | AUS 1   | SMR 2S  | EUR 2P  | SPA 1P  | MON 1P  | GBR 1PS | CAN 1P  | VST 5    | FRA 2   | DUI 5   | HON DNF | TUR 2   | ITA DNF | CHN 2PS | JPN 1S | BRA 2 |        | Goud  | 134    |
| 2007 | McLaren      | McLaren MP4-22 | Mercedes FO 108T 2.4 V8 | AUS 2  | MAL 1  | BHR 5   | SPA 3   | MON 1PS | CAN 7S  | VST 2   | FRA 7   | GBR 2   | EUR 1    | HON 4   | TUR 3   | ITA 1PS | BEL 3   | JPN DNF | CHN 2   | BRA 3  |       |        | Brons | 109    |
| 2008 | Renault      | Renault R28    | Renault RS27 2.4 V8     | AUS 4  | MAL 8  | BHR 10  | SPA DNF | TUR 6   | MON 10  | CAN DNF | FRA 8   | GBR 6   | DUI 11   | HON 4   | EUR DNF | BEL 4   | ITA 4   | SIN 1   | JPN 1   | CHN 4  | BRA 2 |        | 5     | 61     |
| 2009 | Renault      | Renault R29    | Renault RS27 2.4 V8     | AUS 5  | MAL 11 | CHN 9   | BHR 8   | SPA 5   | MON 7   | TUR 10  | GBR 14  | DUI 7S  | HON DNFP | EUR 6   | BEL DNF | ITA 5   | SIN 3S  | JPN 10  | BRA DNF | ABU 14 |       |        | 9     | 26     |
| Jaar | Inschrijving | Chassis        | Motor                   | 1      | 2      | 3       | 4       | 5       | 6       | 7       | 8       | 9       | 10       | 11      | 12      | 13      | 14      | 15      | 16      | 17     | 18    | 19     | Pos.  | Punten |

#### 2010 – 2018
| Jaar | Inschrijving     | Chassis             | Motor                  | 1       | 2       | 3      | 4       | 5       | 6       | 7       | 8       | 9       | 10      | 11     | 12      | 13      | 14      | 15      | 16     | 17      | 18      | 19      | 20     | 21     | Pos.   | Punten |
| ---- | ---------------- | ------------------- | ---------------------- | ------- | ------- | ------ | ------- | ------- | ------- | ------- | ------- | ------- | ------- | ------ | ------- | ------- | ------- | ------- | ------ | ------- | ------- | ------- | ------ | ------ | ------ | ------ |
| 2010 | Ferrari Marlboro | Ferrari F10         | Ferrari 056 2.4 V8     | BHR 1S  | AUS 4   | MAL 13 | CHN 4   | SPA 2   | MON 6   | TUR 8   | CAN 3   | EUR 8   | GBR 14S | DUI 1  | HON 2   | BEL DNF | ITA 1PS | SIN 1PS | JPN 3  | KOR 1S  | BRA 3   | ABU 7   |        |        | Zilver | 252    |
| 2011 | Ferrari Marlboro | Ferrari 150° Italia | Ferrari 056 2.4 V8     | AUS 4   | MAL 6   | CHN 7  | TUR 3   | SPA 5   | MON 2   | CAN DNF | EUR 2   |         |         |        |         |         |         |         |        |         |         |         |        |        | 4      | 257    |
| 2011 | Ferrari          | Ferrari 150° Italia | Ferrari 056 2.4 V8     |         |         |        |         |         |         |         |         | GBR 1S  | DUI 2   | HON 3  | BEL 4   | ITA 3   | SIN 4   | JPN 2   | KOR 5  | IND 3   | ABU 2   | BRA 4   |        |        | 4      | 257    |
| 2012 | Ferrari          | Ferrari F2012       | Ferrari 056 2.4 V8     | AUS 5   | MAL 1   | CHN 9  | BHR 7   | SPA 2   | MON 3   | CAN 5   | EUR 1   | GBR 2P  | DUI 1P  | HON 5  | BEL DNF | ITA 3   | SIN 3   | JPN DNF | KOR 3  | IND 2   | ABU 2   | VST 3   | BRA 2  |        | Zilver | 278    |
| 2013 | Ferrari          | Ferrari F138        | Ferrari 056 2.4 V8     | AUS 2   | MAL DNF | CHN 1  | BHR 8   | SPA 1   | MON 7   | CAN 2   | GBR 3   | DUI 4S  | HON 5   | BEL 2  | ITA 2   | SIN 2   | KOR 6   | JPN 4   | IND 11 | ABU 5S  | VST 5   | BRA 3   |        |        | Zilver | 242    |
| 2014 | Ferrari          | Ferrari F14 T       | Ferrari 059/3 1.6 V6   | AUS 4   | MAL 4   | BHR 9  | CHN 3   | SPA 6   | MON 4   | CAN 6   | OOS 5   | GBR 6   | DUI 5   | HON 2  | BEL 7   | ITA DNF | SIN 4   | JPN DNF | RUS 6  | VST 6   | BRA 6   | ABU 9   |        |        | 6      | 161    |
| 2015 | McLaren          | McLaren MP4-30      | Honda RA615H Hybrid V6 | AUS     | MAL DNF | CHN 12 | BHR 11  | SPA DNF | MON DNF | CAN DNF | OOS DNF | GBR 10  | HON 5   | BEL 13 | ITA 18† | SIN DNF | JPN 11  | RUS 11  | VST 11 | MEX DNF | BRA 15  | ABU 17  |        |        | 17     | 11     |
| 2016 | McLaren          | McLaren MP4-31      | Honda RA616H V6        | AUS DNF | BHR     | CHN 12 | RUS 6   | SPA DNF | MON 5   | CAN 11  | EUR DNF | OOS 18  | GBR 13  | HON 7  | DUI 12  | BEL 7   | ITA 14S | SIN 7   | MAL 7  | JPN 16  | VST 5   | MEX 13  | BRA 10 | ABU 10 | 10     | 54     |
| 2017 | McLaren          | McLaren MCL32       | Honda RA617H V6        | AUS DNF | CHN DNF | BHR 14 | RUS DNS | SPA 12  | MON     | CAN 16  | AZE 9   | OOS DNF | GBR DNF | HON 6S | BEL DNF | ITA 17  | SIN DNF | MAL 11  | JPN 11 | VST DNF | MEX 10  | BRA 8   | ABU 9  |        | 15     | 17     |
| 2018 | McLaren          | McLaren MCL33       | Renault R.E.18 V6      | AUS 5   | BHR 7   | CHN 7  | AZE 7   | SPA 8   | MON DNF | CAN DNF | FRA 16  | OOS 8   | GBR 8   | DUI 16 | HON 8   | BEL DNF | ITA DNF | SIN 7   | RUS 14 | JPN 14  | VST DNF | MEX DNF | BRA 17 | ABU 11 | 11     | 50     |
| Jaar | Inschrijving     | Chassis             | Motor                  | 1       | 2       | 3      | 4       | 5       | 6       | 7       | 8       | 9       | 10      | 11     | 12      | 13      | 14      | 15      | 16     | 17      | 18      | 19      | 20     | 21     | Pos.   | Punten |

#### 2021 – heden
| Jaar  | Inschrijving | Chassis            | Motor                            | 1       | 2       | 3      | 4       | 5      | 6      | 7      | 8       | 9      | 10     | 11      | 12     | 13     | 14    | 15     | 16      | 17      | 18      | 19      | 20      | 21     | 22      | 23    | 24    | Pos. | Punten |
| ----- | ------------ | ------------------ | -------------------------------- | ------- | ------- | ------ | ------- | ------ | ------ | ------ | ------- | ------ | ------ | ------- | ------ | ------ | ----- | ------ | ------- | ------- | ------- | ------- | ------- | ------ | ------- | ----- | ----- | ---- | ------ |
| 2021  | Alpine       | Alpine A521        | Renault E-Tech 20B               | BHR DNF | EMI 10  | POR 8  | SPA 17  | MON 13 | AZE 6  | FRA 8  | STI 9   | OOS 10 | GBR 7  | HON 4   | BEL 11 | NED 6  | ITA 8 | RUS 6  | TUR 16  | VST DNF | MXS 9   | SAP 9   | QAT 3   | SAR 13 | ABU 8   |       |       | 10   | 81     |
| 2022  | Alpine       | Alpine A522        | Renault E-Tech RE22              | BHR 9   | SAR DNF | AUS 17 | EMI DNF | MIA 11 | SPA 9  | MON 7  | AZE 7   | CAN 9  | GBR 5  | OOS 10  | FRA 6  | HON 8  | BEL 5 | NED 6  | ITA DNF | SIN DNF | JPN 7   | VST 7   | MXS DNF | SAP 5  | ABU DNF |       |       | 9    | 81     |
| 2023  | Aston Martin | Aston Martin AMR23 | Mercedes F1 M14 E Performance V6 | BHR 3   | SAR 3   | AUS 3  | AZE 64  | MIA 3  | MON 2  | SPA 7  | CAN 2   | OOS 5  | GBR 7  | HON 9   | BEL 5  | NED 2S | ITA 9 | SIN 15 | JPN 8   | QAT 86  | VST DNF | MXS DNF | SAP 3   | LSV 9  | ABU 7   |       |       | 4    | 206    |
| 2024  | Aston Martin | Aston Martin AMR24 | Mercedes F1 M15 E Performance V6 | BHR 9   | SAR 5   | AUS 8  | JPN 6   | CHN 7S | MIA 9  | EMI 19 | MON 11  | CAN 6  | SPA 12 | OOS 18S | GBR 8  | HON 11 | BEL 8 | NED 10 | ITA 11  | AZE 6   | SIN 8   | VST 13  | MXS DNF | SAP 14 | LSV 11  | QAT 7 | ABU 9 | 9    | 70     |
| 2025* | Aston Martin | Aston Martin AMR25 | Mercedes F1 M16 E Performance V6 | AUS DNF | CHN DNF | JPN 11 | BHR 15  | SAR 11 | MIA 15 | EMI 11 | MON DNF | SPA 9  | CAN 7  | OOS 7   | GBR 9  | BEL 17 | HON 5 | NED 0  | ITA 0   | AZE 0   | SIN 0   | VST 0   | MXS 0   | SAP 0  | LSV 0   | QAT 0 | ABU 0 | 15*  | 16*    |
| Jaar  | Inschrijving | Chassis            | Motor                            | 1       | 2       | 3      | 4       | 5      | 6      | 7      | 8       | 9      | 10     | 11      | 12     | 13     | 14    | 15     | 16      | 17      | 18      | 19      | 20      | 21     | 22      | 23    | 24    | Pos. | Punten |

- † Uitgevallen maar wel geklasseerd omdat er meer dan 90% van de race-afstand werd afgelegd.
- * Seizoen loopt nog.

### Overwinningen
| Nr. | Grand Prix                           | Team    |
| --- | ------------------------------------ | ------- |
| 1   | Grand Prix van Hongarije 2003        | Renault |
| 2   | Grand Prix van Maleisië 2005         | Renault |
| 3   | Grand Prix van Bahrein 2005          | Renault |
| 4   | Grand Prix van San Marino 2005       | Renault |
| 5   | Grand Prix van Europa 2005           | Renault |
| 6   | Grand Prix van Frankrijk 2005        | Renault |
| 7   | Grand Prix van Duitsland 2005        | Renault |
| 8   | Grand Prix van China 2005            | Renault |
| 9   | Grand Prix van Bahrein 2006          | Renault |
| 10  | Grand Prix van Australië 2006        | Renault |
| 11  | Grand Prix van Spanje 2006           | Renault |
| 12  | Grand Prix van Monaco 2006           | Renault |
| 13  | Grand Prix van Groot-Brittannië 2006 | Renault |
| 14  | Grand Prix van Canada 2006           | Renault |
| 15  | Grand Prix van Japan 2006            | Renault |
| 16  | Grand Prix van Maleisië 2007         | McLaren |

| Nr. | Grand Prix                           | Team    |
| --- | ------------------------------------ | ------- |
| 17  | Grand Prix van Monaco 2007           | McLaren |
| 18  | Grand Prix van Europa 2007           | McLaren |
| 19  | Grand Prix van Italië 2007           | McLaren |
| 20  | Grand Prix van Singapore 2008        | Renault |
| 21  | Grand Prix van Japan 2008            | Renault |
| 22  | Grand Prix van Bahrein 2010          | Ferrari |
| 23  | Grand Prix van Duitsland 2010        | Ferrari |
| 24  | Grand Prix van Italië 2010           | Ferrari |
| 25  | Grand Prix van Singapore 2010        | Ferrari |
| 26  | Grand Prix van Korea 2010            | Ferrari |
| 27  | Grand Prix van Groot-Brittannië 2011 | Ferrari |
| 28  | Grand Prix van Maleisië 2012         | Ferrari |
| 29  | Grand Prix van Europa 2012           | Ferrari |
| 30  | Grand Prix van Duitsland 2012        | Ferrari |
| 31  | Grand Prix van China 2013            | Ferrari |
| 32  | Grand Prix van Spanje 2013           | Ferrari |